# ゲイドン級装甲巡洋艦
| ゲイドン級装甲巡洋艦                 | ゲイドン級装甲巡洋艦 |
| ------------------------------------ | --- |
| 竣工当時の「デュプティ・トゥアール」 | |
| 艦級概観                             | |
| 艦種                                 | 装甲巡洋艦 |
| 艦名                                 | |
| 前級                                 | ジャンヌ・ダルク |
| 次級                                 | デュプレクス級 |
| 性能諸元                             | |
| 排水量                               | 常備：9,548トン （トゥアール：9,367トン、モンカルム：9,177トン） |
| 全長                                 | 137.97m -m(水線長) |
| 全幅                                 | 19.38m |
| 吃水                                 | 7.67m（満載時） |
| 機関                                 | ニクローズ式石炭・重油混焼水管缶28基（トゥアール：ベルヴィル式石炭・重油混焼水管缶28基、モンカルム：ノルマン・シガーティ式石炭・重油混焼水管缶29基） ＋直立型三段膨張式4気筒レシプロ機関3基3軸                                                       |
| 最大出力                             | 19,600hp |
| 最大速力                             | 21.8ノット（トゥアールは22ノット） |
| 航続距離                             | 18ノット/5,000海里 |
| 燃料                                 | 石炭：1,573トン 重油：不明 |
| 乗員                                 | 566名 |
| 兵装                                 | Model 1893-96 19.4cm（40口径）単装速射砲2基 Model 1893-96 16.3cm（45口径）単装速射砲8基 Model 1895 10cm（45口径）単装速射砲4基 オチキス Model 1885 4.7cm（40口径）機砲16基 オチキス Model 1884 3.7cm（23口径） 単装機砲6基 45cm水中魚雷発射管単装2基 |
| 兵装 （ゲイドンのみ）                | Model 1910 13.9cm（55口径）単装速射砲10基 Model 1922 7.5cm（50口径）単装高角砲4基 |
| 装甲                                 | 舷側：40～150mm（水線面主装甲） 甲板：40mm（水平部）、56mm（傾斜部） 主砲防盾：200mm（最厚部） 副砲ケースメイト：120mm 司令塔：160mm |

ゲイドン級装甲巡洋艦（Croiseur cuirassé - classe Gueydon）は、フランス海軍の装甲巡洋艦の艦級で3隻が就役した。設計者はルイ＝エミール・ベルタン。

## 概要
本級は単艦での通商破壊戦から艦隊直衛艦までの汎用装甲巡洋艦として1897年計画で3隻の建造が議会で認められた。本級の元となったのは「ジャンヌ・ダルク」で、その小型版として設計された。また、仏装甲巡洋艦としてボイラーの燃料を石炭と重油を使用できる混焼缶を採用した初のクラスである。

## 艦形

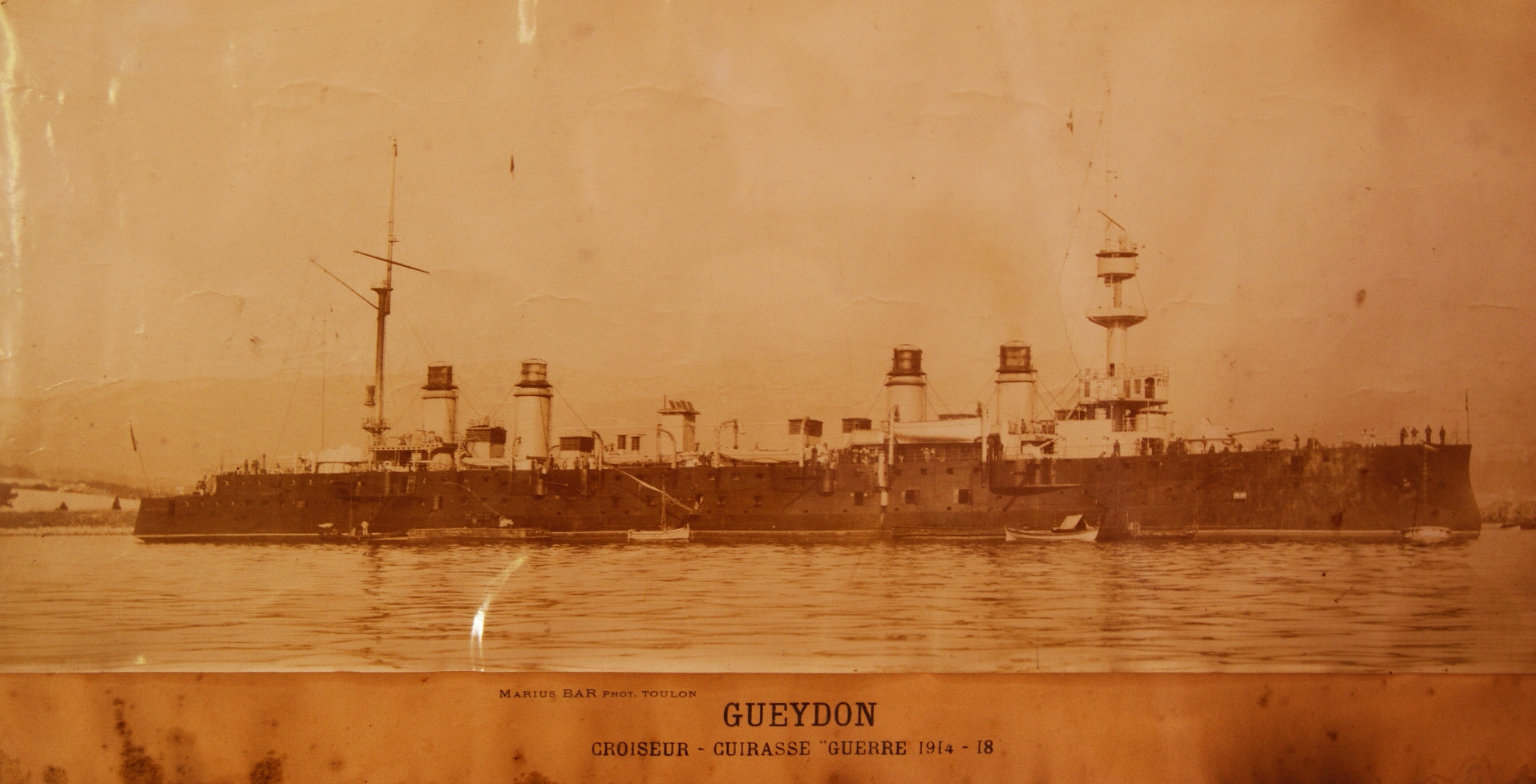
竣工時の「ゲイドン」。

船体形状は前型と同じく高い乾舷を持つ長船首楼型船体で外洋での凌波性は良好であった。艦首から前向きに19.4cm速射砲を治めた単装式の主砲塔1基を配置、司令塔を組み込んだ艦橋構造は箱型で両脇に船橋（ブリッジ）を持っており、その上に二段の見張り所を持つミリタリー・マストが立つ。
艦橋の背後に4本の煙突が立っているが、ボイラー室を前後に振り分けた缶室分離配置を採っているために煙突は2番煙突と3番煙突の間は広く取られており、間に四角形の通風筒が立っている。
煙突の周囲は艦載艇置き場となっており、舷側に設けられた2本1組のボート・ダビッドが片舷4組ずつ計8基で運用された。4番煙突の背後に簡素な後部マストが立ち、19.4cm単装主砲塔が後ろ向きに1基配置されたところで船首楼が終了し、そこから甲板一段分下がって後部甲板上となった。
副砲は等間隔に配置された舷側のケースメイト（砲郭）から16.3cm速射砲が単装砲架で片舷4基ずつ計8基を持つ。他に甲板上に10cm速射砲が単装砲架で4基、4.7cm速射砲が単装砲架で16基が配置され、ミリタリーマストの見張り所に3.7cm単装機砲が6基が配置された。
「ゲイドン」のみ第一次大戦後も砲術練習艦として改装され、旧来の武装はすべて撤去され、13.9cm単装速射砲10基に統一され、主砲と副砲のあった場所に配置された。他に対空火器として7.5cm高角砲が単装砲架で4基を搭載した。艦橋構造も多層化し、新型の測距装置が搭載されて近代化された。

## 兵装

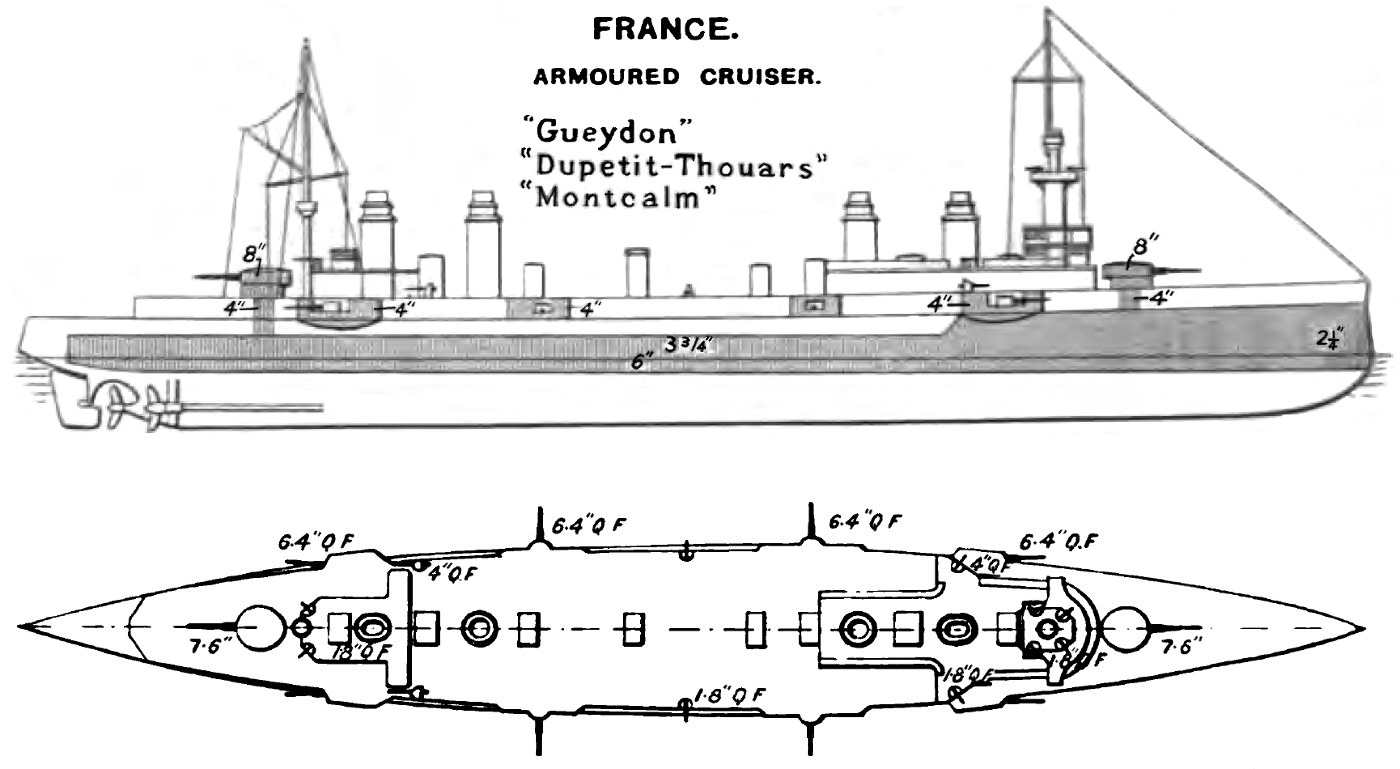
本級の武装・装甲配置を示した図。

### 主砲
主砲は「Model 1893-96 19.4cm（40口径）速射砲」を採用した。これを単装式の砲塔で2基を搭載した。砲架の俯仰能力は仰角20度・俯角5度で旋回角度は左右150度の旋回角度を持っていた。砲の旋回、砲身の上下・砲弾の装填の動力は電力で補助に人力を必要とした。発射速度は毎分2発である。

### 備砲、魚雷兵装
副砲として「Model 1893-96 16.3cm（45口径）速射砲」を採用した。52kgの徹甲弾を仰角20度で射程16,100mまで届かせられる能力を持つ砲を単装砲架で8基を搭載した。砲架の俯仰能力は仰角25度・俯角10度で旋回角度は150度の旋回角度を持っていた。砲の旋回、砲身の上下・砲弾の装填の動力は電力で補助に人力を必要とした。発射速度は毎分3発である。
他に対空火器として「Model 1895 10cm（45口径）単装砲架で4基、オチキス Model 1885 4.7cm（40口径）機砲16基、オチキス Model 1884 3.7cm（23口径） 単装機砲6基を搭載した。対艦攻撃用に45cm水中魚雷発射管単装で艦首と艦尾に計2基搭載した。

### 砲術練習艦「ゲイドン」

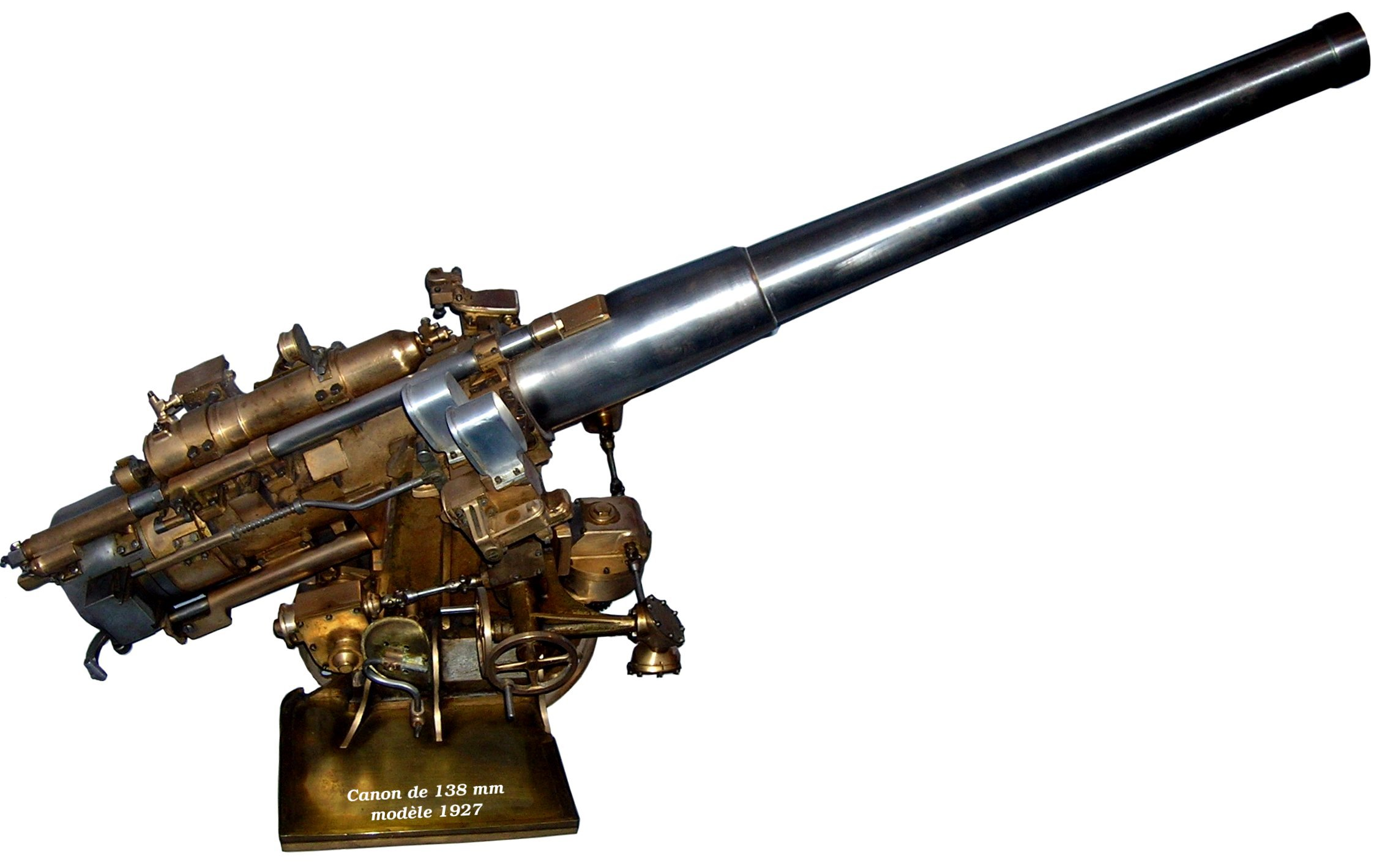
写真は13.9cm速射砲。

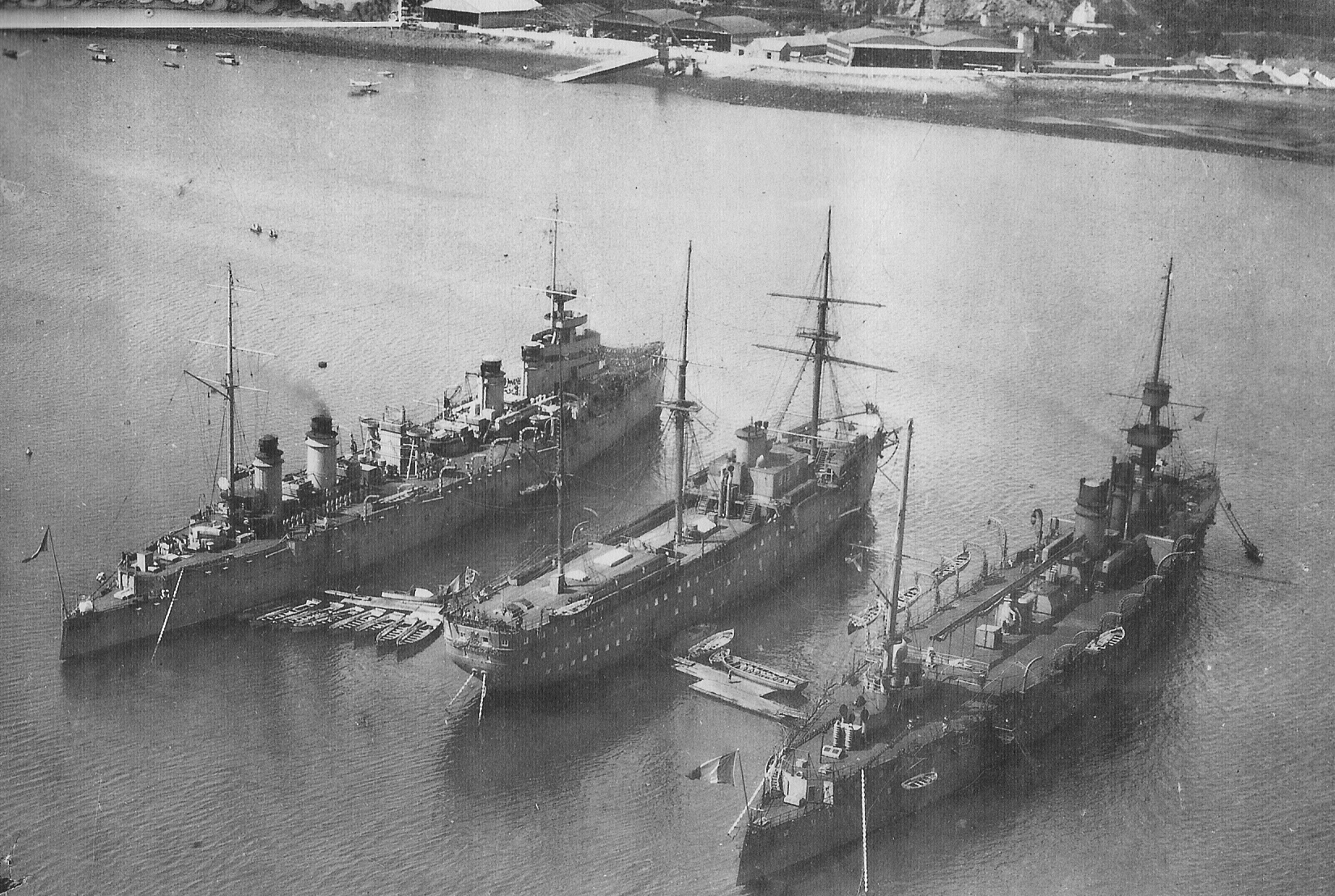
1940年にブレスト軍港で撮られた「ゲイドン（左）」と「モンカルム（右）」。中央部の船は輸送船「アルモリカ（Armorique）」。

「ゲイドン」の主砲として、同時期の「クールベ級戦艦」や「プロヴァンス級戦艦」の副砲にも採用されていた新設計の「カネー Model 1910 13.9cm（55口径）速射砲」を採用した。その性能は重量39.5kgの砲弾を仰角25度で16,100mまで届かせることができた。砲架の俯仰能力は仰角25度・俯角7度で、旋回角度は左右160度の旋回角度を持っていた。装填形式は自由角度装填で、発射速度は人力装填のため毎分5～6発であった。これを単装砲架で10基を搭載した。
対空兵装として「Model 1927 7.5cm（50口径）高角砲」が採用された。この砲はロングセラーで、続く「シュフラン級重巡洋艦」と戦利巡洋艦にも搭載された。その性能は重量5.93kgの砲弾を仰角40度で14,100mまで、最大仰角90度で高度8,000mまで届かせることができた。 砲身の俯仰能力は仰角90度・俯角10度で、旋回角度は左右150度の旋回角度を持っていたが実際は遮蔽物に制限された。装填形式は自由角度装填で、発射速度は人力装填のため毎分8～15発であった。

## 防御

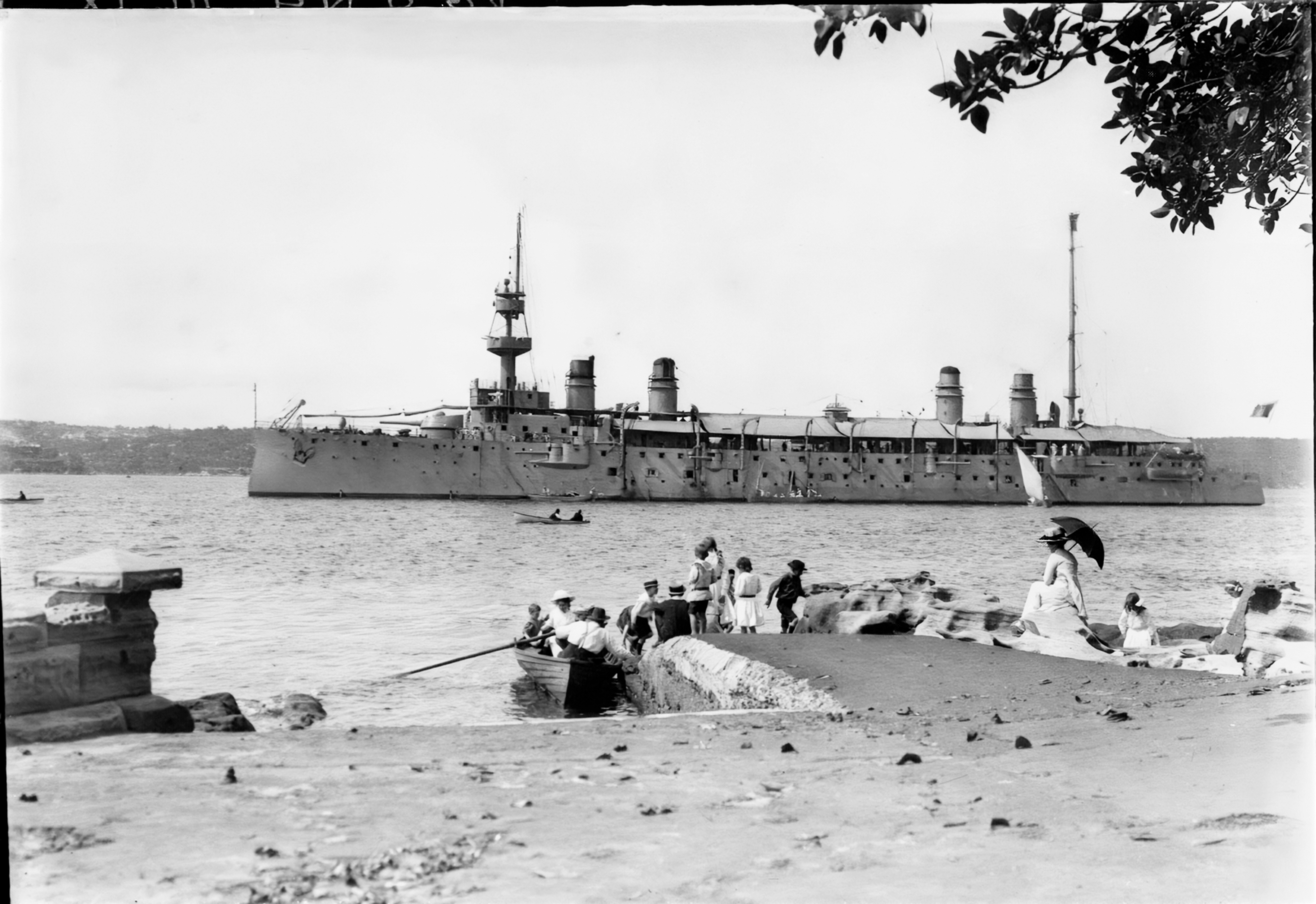
1914年に撮られた「モンカルム」。

本級の装甲板はハーヴェイ・ニッケル鋼で、チーク材の上にリベットで張られた。水線部には高さ1.35mの装甲板が艦首から艦尾の4m手前まで張られ、それぞれ厚さは艦首と艦尾40mm、船体中央部は150mmの厚さの水線部装甲が張られた。主甲板の防御は水平部が40mmで舷側装甲と接続する傾斜部は55ｍｍであった。甲板上の主砲塔の基部（バーベット）は最大で200mm装甲で防御された。副砲の収められた砲郭は120mm装甲、司令塔は160mm装甲であった。

## 機関
本級の主ボイラーはフランス海軍で初めて竣工時から石炭と重油を燃料とする混焼缶が採用された。性能を比較するために各艦とも異なる形式を採用しており、「ゲイドン」がニクローズ式、「デュプティ・トゥアール」はベルヴィル式、「モンカルム」がノルマン・シガーティ式であった。搭載数は3隻とも28基で、これに推進機関として三段膨張型四気筒レシプロ機関3基3軸推進で最高出力19,600馬力で速力21ノットを発揮した。なお、「デュプティ・トゥアール」は最大出力20,000馬力で22ノットを発揮した。

## 同型艦
- ゲイドン（Gueydon）

フランス、ロリアン造船所にて1898年8月起工、1899年9月進水、1903年9月竣工。1928年に練習艦へと改装後、1935年に除籍後、ハルク（倉庫艦）として使用。1942年にドイツ軍に鹵獲され、第二次世界大戦中の1943年に「プリンツ・オイゲン」のダミーシップに改造され、1944年にブレストで解体処分。
- モンカルム（Montcalm）

フランス、F C de la Méditerranée社ラ・セーヌ造船所にて1898年9月起工、1900年3月進水、1902年3月竣工。1926年に除籍後、10月28日よりハルク（倉庫艦）として使用され、1934年に艦名をラ・ガリソニエール級軽巡洋艦に譲るために「トレミンタン（Tremintan）」に改められた。1942年にドイツ軍に鹵獲され、第二次世界大戦中の1943年に解体処分。
- デュプティ・トゥアール（Dupetit Thouars）

フランス、トゥーロン造船所にて1899年4月起工、1901年7月進水、1905年8月竣工。1918年8月7日にブレスト沖合400マイルの海域でドイツ海軍のUボート「U62」からの雷撃により戦没。

## 参考図書
- 「世界の艦船 増刊第50集　フランス巡洋艦史」（海人社）
- 「Conway All The World's Fightingships 1860-1905」（Conway）
- 「Conway All The World's Fightingships 1906–1921」（Conway）